# Уравнение Клапейрона — Клаузиуса
Уравнение Клапейрона — Клаузиуса — термодинамическое уравнение, относящееся к квазистатическим (равновесным) процессам перехода вещества из одной фазы в другую (испарение, плавление, сублимация, полиморфное превращение и др.). Согласно уравнению, теплота фазового перехода (например, теплота испарения, теплота плавления) при квазистатическом процессе определяется выражением
{\displaystyle {\frac {dp}{dT}}={\frac {L}{T\,\Delta v}},}
где {\displaystyle p} — давление, {\displaystyle T} — температура, {\displaystyle L} — удельная теплота фазового перехода (L = Δф.п.H), {\displaystyle \Delta v} — изменение удельного объёма тела при фазовом переходе (Δф.п.V).
Уравнение названо в честь его авторов, Рудольфа Клаузиуса и Бенуа Клапейрона.
На основе видоизменённого уравнения Клапейрона — Клаузиуса выведено большое количество уравнений, по которым определяют давление насыщенных паров различных веществ от температуры, в частности, уравнение Антуана.

## Элементарный вывод

Между температурой фазового перехода и внешним давлением существует функциональная связь, причём при фазовом переходе производная {\displaystyle \left({\partial p \over \partial V}\right)_{T}} терпит разрыв. Тогда изотермы для рассматриваемого вещества будут иметь характерный вид, изображённый на рисунке. Для вывода существенен горизонтальный участок изотермы, соответствующий фазовому переходу. Слева и справа от этого участка всё вещество находится в одной фазе. Осуществим цикл Карно при бесконечно малой разности температур следующим образом: сначала сообщаем телу теплоту, переводя его из состояния 1 в состояние 2, затем адиабатически охлаждаем его на температуру {\displaystyle dT}, после чего замыкаем цикл, отводя теплоту и переводя вещество в фазу 1 с последующим адиабатическим нагревом. Совершённая работа равна площади цикла:
{\displaystyle \delta A=dp(V_{2}-V_{1}).}
Сообщённая теплота равна
{\displaystyle \delta Q=Lm.}
где {\displaystyle L} — удельная теплота фазового перехода, {\displaystyle m} — масса тела. Согласно теореме Карно,
{\displaystyle \delta A=\delta Q{\frac {T_{2}-T_{1}}{T_{1}}}=\delta Q{\frac {dT}{T}}.}
Отсюда
{\displaystyle {dp \over dT}={\frac {L(T)m}{T\Delta V}}={\frac {L(T)}{T\Delta v}}.}

## Не элементарный вывод
Пусть имеются две фазы: 1 — пар и 2 — жидкость, находящиеся в равновесии между собой при заданных давлении и температуре. В этих условиях равновесие определяется минимумом свободной энергии Гиббса {\displaystyle G}:
{\displaystyle G=\nu _{1}G_{1}+\nu _{2}G_{2},\delta G=\delta G_{1}-\delta G_{2}=0,\delta G=-Sd\theta +Vdp},
где {\displaystyle \nu _{1},\nu _{2}} — количество вещества пара и жидкости соответственно.
Таким образом, рассматривая переход одной молекулы жидкости в пар, получаем:
{\displaystyle -s_{1}d\theta +v_{1}dp+s_{2}d\theta -v_{2}dp=0,{\frac {dp}{d\theta }}={\frac {s_{1}-s_{2}}{v_{1}-v_{2}}}}
Учитывая, что при переходе затрачивается теплота {\displaystyle \delta Q=\theta (s_{1}-s_{2})=\lambda }, где {\displaystyle \lambda } — теплота перехода из жидкости в пар, получаем формулу Клаузиуса-Клапейрона, определяющую кривую на плоскости {\displaystyle p,\theta }, разделяющую фазы:
{\displaystyle {\frac {dp}{d\theta }}={\frac {\lambda }{\theta (v_{1}-v_{2})}}}, где {\displaystyle v_{1}=v_{1}(p,\theta ),v_{2}=v_{2}(p,\theta )} — уравнения состояния фаз.